# Kroktjärnen (Ockelbo socken, Gästrikland, 676886-155869)
Kroktjärnen är en sjö i Ockelbo kommun i Gästrikland och ingår i Skärjåns huvudavrinningsområde.